# Isla Peña
La isla Peña (en inglés: Green Island) es una de las islas Malvinas. Se encuentra al oeste de la isla Gran Malvina, más precisamente entre la isla San José y la isla San Rafael, junto a la isla Gobernador y al norte de la isla Staats en el canal Gobernador.